# Finding Vivian Maier
Finding Vivian Maier ist ein US-amerikanischer Dokumentarfilm von John Maloof aus dem Jahr 2013. Er handelt vom Leben und Werk der Fotografin Vivian Maier.

## Inhalt
Der Film folgt John Maloof bei seiner Aufarbeitung des Werkes der Fotografin Vivian Maier. Zu Anfang erklärt Maloof, wie er auf der Suche nach alten Fotos für eine Publikation zur Lokalgeschichte eine Kiste mit Negativen bei einer Auktion ersteigerte. Die Bilder stellten sich als für sein Projekt ungeeignet heraus, gefielen ihm aber, sodass er begann, nach der Fotografin zu suchen, von der er nichts als ihren Namen kannte. Er stellte ihre Bilder ins Internet. Seine Recherche führt ihn zu früheren Bekannten der mittlerweile verstorbenen Vivian Maier sowie zu Familien, in denen sie als Haushälterin und Kinderfrau gearbeitet hatte. Aus Interviews mit ihnen setzt sich Stück für Stück ein Bild der Fotografin zusammen.

## Auszeichnungen
Finding Vivian Maier erreichte bei den Internationalen Filmfestspielen Berlin 2014 den 2. Platz des Panorama Publikumspreises in der Kategorie Dokumentarfilm. 2015 wurde er für den BAFTA Film Award und den Academy Award in der Kategorie Bester Dokumentarfilm nominiert. Bei den IDA Documentary Awards der International Documentary Association war er in den Kategorien „Best Feature“ und „Best Writing“ nominiert, wovon er Letztere gewann.

## Kritiken
Von der Kritik wurde Finding Vivian Maier vor allem aufgrund der „zwei unglaublichen Geschichten“ – die „Schnitzeljagd“ Maloofs und das außergewöhnliche Leben Maiers – überwiegend positiv aufgenommen. Die Zeit beobachtete zudem bei Maloof die gleiche „Besessenheit“, die Vivian Maier auszeichnete. Es sei „eine Anti-Facebook-, Anti-Glamour-Geschichte, ein Affront für alle, die am Tropf des bedeutungsverheißenden Kulturbetriebs hängen.“ Auch Gabriele Summen, die sich in der Jungle World vom „spürbar mit viel Enthusiasmus produzierte[n] Dokumentarfilm“ an Malik Bendjellouls Searching for Sugar Man erinnert fühlte, überzeugte Maloofs Film, der „einfühlsam, selbstkritisch und Widersprüche nicht glattbügelnd“ Maiers Leben erkunde.
Der NDR konstatierte eine „mühsame Detektivarbeit“ Maloofs, dessen Film „mit Erstaunen“ Maiers Leben rekonstruiere, mit zahlreichen Fotografien sowie Film- und Tonaufnahmen Maiers belege und „so das Bild einer verstörenden Persönlichkeit, die aber gleichzeitig eine großartige Fotografin war“ zeichne.
Nach Verena Lueken (FAZ) entspricht der Film Maiers Werk: „Es gibt ein Selbstporträt von Vivian Maier. Um den Hals hängt ihre Roleiflex (sic!). Die Frau selbst aber ist nur zur Hälfte zu sehen. Eine Seite verschwindet nämlich sozusagen, weil ein Schatten auf die Figur fällt und sie in zwei Hälften spaltet. Und darum geht es auch in diesem Film: dass eine Frau zur Hälfte verschwindet. Und mit der anderen Hälfte schießt – denn im Gegensatz zu den Fotografen, mit denen sie nun verglichen wird, ist eines ganz deutlich: Ihr ging es nicht um das Bewahren von Augenblicken. Sondern um das Erlegen der Welt.“
Laut Tagesspiegel geriet „der Versuch, aus einem Phantom wieder eine Person zu machen“ zu einem „temporeiche[n], niemals langweilige[n] Film“.
Hannah Pilarczyk lobte auf Spiegel Online, dass der Film „Werk und Biografie [...] unversöhnt nebeneinander stehen“ lasse: „Das ist nicht wenig in einer Zeit, in der verstärkt versucht wird, Leben und kreatives Schaffen von Künstlern soweit zur Deckung zu bringen, dass sich ein abschließendes Urteil über beides fällen lässt.“